# 林千永
林 千永（はやし ちえ、1953年（昭和28年）11月20日 - ）は、東京都豊島区出身の日本舞踊家、振り付け師。父は名画座池袋文芸坐の前経営者三浦大四郎、祖父は昭和初期の山窩小説家・三角寛。甥は歌舞伎役者の二代目市川青虎。
3歳で林流二世家元・林一枝に入門。東京芸術大学音楽学部邦楽科三味線専攻卒業。古典の舞台を踏む一方、創作、オペラなども手掛け、ライブ「林千枝の踊りカタログ」、イベント・演劇への出演、構成・振付も多数行い国際的に評価を得ている。国際交流基金アジア公演、中東公演、等の海外公演に参加。現在はNPO法人 和のメソッドの代表も勤める。

## 受賞歴
- 芸術選奨文部大臣新人賞（83年度）
- 文化庁芸術祭賞 - 87年度『オルフェ』、88年度『詠唱（アリア）』
- 国際エミー賞（NHK芸術劇場で主演した『無明』にて）